# Shirazette Tinnin

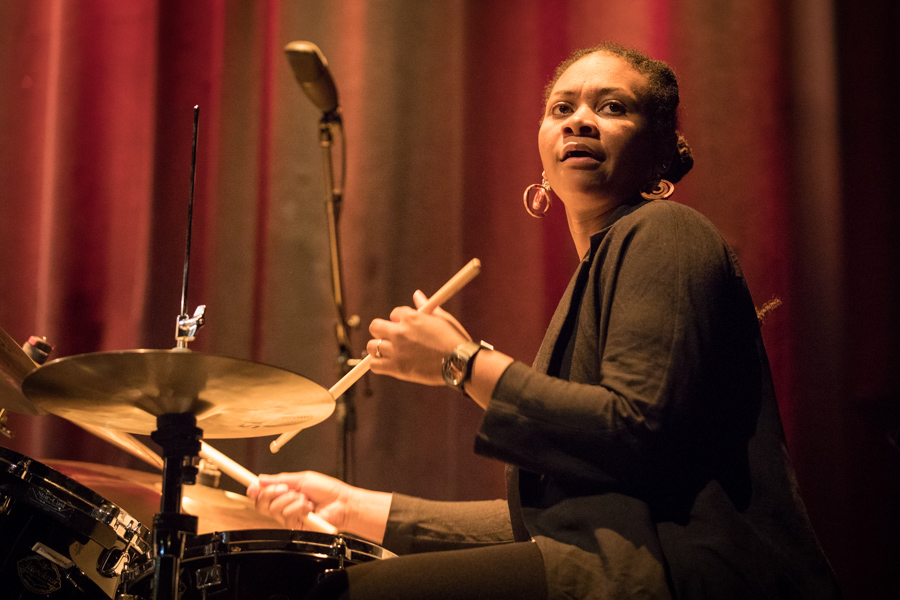
Shirazette Tinnin, Cosmopolite Oslo (2017)

Shirazette Tinnin (* in North Carolina) ist eine US-amerikanische Jazzmusikerin (Schlagzeug, Perkussion).

## Leben und Wirken
Tinnin wuchs in Burlington (North Carolina) auf, wo ihre Eltern in Gospelchören sangen. Dann studierte sie an der Appalachian State University, anschließend absolvierte sie ab 2005 den Masterstudiengang in Schlagzeug und Jazzpädagogik an der Northern Illinois University bei Ronald Carter; ferner hatte sie Privatunterricht u. a. bei Cindy Blackman, Lewis Nash, Terri Lyne Carrington, Allison Miller. 2008 gewann Shirazette die Sisters in Jazz Competition der International Association of Jazz Educators.
Während ihres Masterstudiums arbeitete sie in der Chicagoer Jazzszene; 2008 unterrichtete sie am dortigen Columbia College. 2009 zog sie nach New York City. Dort wurde sie Mitglied in Gabriel Alegrias Afro-Peruvian Sextet und arbeitete mit Alicia Keys, Tom Browne und Hugh Masekela. In der Band von Tia Fuller konzertierte sie bei Umbria Jazz und Moldejazz. 2013 nahm sie ihr Debütalbum Humility: Purity of My Soul auf; daneben entstand mit Rachel Eckroth und Willerm Delisfort das Weihnachtsalbum How the Groove Stole Christmas. Ihr polyrhythmisches Spiel ist von Elvin Jones’ Arbeit im John Coltrane Quartet beeinflusst.
Im Bereich des Jazz war sie zwischen 2006 und 2016 an zehn Aufnahmesessions beteiligt, u. a. mit Ron Baxter, Nicole Mitchells Black Earth Strings (Renegades, 2009), dem Gabriel Alegria Afro-Peruvian Sextet, Willerm Dellisfort, Camille Thurman, Tia Fuller und Mimi Jones.